# 西川愛也
西川 愛也（にしかわ まなや、1999年6月10日 - ）は、大阪府堺市北区出身のプロ野球選手（外野手）。右投左打。埼玉西武ライオンズ所属。

## 経歴

### プロ入り前
堺市立金岡小学校2年から軟式野球チーム長曽根ストロングスで野球を始める。6年生の時に第31回高円宮賜杯全日本学童軟式野球大会（マクドナルド・トーナメント）でチーム4度目（当時）となる全国制覇を経験し優勝投手に輝いた。中学では浜寺ボーイズに所属した。中学の2年先輩に花咲徳栄高校・西武ライオンズで元チームメイトだった愛斗がいる。
花咲徳栄高等学校では1年秋からベンチ入り。甲子園には3回出場し（2年春、2年夏、3年夏）、3年夏は甲子園の決勝戦で3安打4打点を記録し、花咲徳栄初・埼玉県勢史上初の優勝に貢献した。高校通算31本塁打。同級生のチームメイトにはドラフト4位で中日ドラゴンズに入団した清水達也、4年後に北海道日本ハムファイターズに入団した長谷川威展がいる。
2017年9月22日にプロ志望届を提出し、10月26日に行われたドラフト会議で埼玉西武ライオンズから2位指名を受け、11月15日に仮契約を結んだ。背番号は51。12月21日に加須市スポーツ功労賞の表彰を受けた。

### 西武時代
2018年は高校時代に断裂した大胸筋のリハビリをしながら二軍では79試合に出場した。228打席に立ち、打率.226だった。秋季キャンプでは監督の辻発彦から守備の指導を受けた。
2019年は二軍でチーム最多の103試合・418打席を経験し、打率.242・3本塁打を記録した。
2020年から選手登録を内野手から外野手に変更した。新型コロナウイルスの影響で120試合制となる。8月16日に一軍初昇格すると、その日の対東北楽天ゴールデンイーグルス戦の7回裏に代打でプロ初出場。8回裏に回ってきた第2打席でプロ初安打・初打点となる2点適時二塁打を放った。9月2日に登録抹消となったが、9月25日に再昇格。9月26日の楽天戦でプロ初の先発出場を果たすも2打数無安打で途中交代。9月28日に再び登録抹消となり、二軍でシーズンを終えた。一軍では3試合の出場で打率.250・2打点という成績であった。
2021年は春季キャンプをB班で迎える。開幕を二軍で迎えると思われたが、開幕レフトが定まらず、オープン戦終盤にB班からの参加という形でオープン戦に出場した。そこでアピールに成功し、自身初の開幕一軍・開幕スタメン入りを果たしたものの、12試合に出場し27打席(20打数)無安打で、4月30日に登録抹消。そのままシーズンを終えた。
2022年は二軍で長打力をアピールし、6月19日に一軍に昇格した。スタメンでの起用もあったが無安打で、7月4日に登録を抹消された。7月19日に再昇格し、8月1日に抹消されたが、8月2日に特例2022で抹消された鈴木将平の代替指名選手として再昇格した。9月11日に登録を抹消されるまで、前年を上回る35試合に出場したが30打席（30打数）無安打で、3シーズンをまたいで59打席連続無安打のNPB野手ワースト記録に並んだ。そのまま再昇格はなかった。
2023年は4月30日の楽天戦の第1打席で荘司康誠から空振り三振を喫し、連続打席無安打の記録が60打席となりNPB野手ワースト記録を更新したが、同日の第4打席で西口直人から中安打を放ち、連続打席無安打は62でストップとなった。8月22日のオリックス・バファローズ戦で初本塁打を記録した。11月25日には300万円増の推定年俸1100万円で契約を更改した。
2024年は開幕を一軍で迎えるが、17試合で打率.185、2打点と打撃不振で、4月25日に出場選手登録を抹消。5月21日に一軍登録されると、6月12日の対広島東洋カープ戦（ベルーナドーム）で5回二死一・二塁の打席で森下暢仁から2点適時三塁打を放ち、プロ入り7年目で初のお立ち台に上がった。7月2日の対福岡ソフトバンクホークス戦（東京ドーム）で7回一死一塁の打席で有原航平からシーズン初本塁打となる2点本塁打、8月21日の対オリックス戦（ベルーナドーム）でプロ初の猛打賞を記録した。9月16日の対千葉ロッテマリーンズ戦（ベルーナドーム）では両者無得点で迎えた8回に鈴木昭汰から決勝本塁打を放ち、武内夏暉のプロ初完投・初完封勝利をアシストした。シーズン通算では自己最多の104試合に出場し、打率.227、6本塁打、31打点の成績を残した。オフの12月4日に1100万円増となる推定年俸2200万円で契約を更改した。

## プレースタイル
50メートル6.2秒の俊足と広角に打ち分ける打撃が特徴。
高校2年春に大胸筋断裂の怪我を負った影響で、送球に課題があったが、後に克服。2024年4月5日の北海道日本ハムファイターズ戦では、7回にセンターからノーバウンド送球で二塁走者を本塁で刺殺した。

## 人物
端整な顔立ちから女性ファンが多く、2025年には所属球団である埼玉西武ライオンズのCMに起用された。

## 詳細情報

### 年度別打撃成績
| 年 度     | 球 団     | 試 合 | 打 席 | 打 数 | 得 点 | 安 打 | 二 塁 打 | 三 塁 打 | 本 塁 打 | 塁 打 | 打 点 | 盗 塁 | 盗 塁 死 | 犠 打 | 犠 飛 | 四 球 | 敬 遠 | 死 球 | 三 振 | 併 殺 打 | 打 率 | 出 塁 率 | 長 打 率 | O P S |
| --------- | --------- | ----- | ----- | ----- | ----- | ----- | -------- | -------- | -------- | ----- | ----- | ----- | -------- | ----- | ----- | ----- | ----- | ----- | ----- | -------- | ----- | -------- | -------- | ----- |
| 2020      | 西武      | 3     | 4     | 4     | 0     | 1     | 1        | 0        | 0        | 2     | 2     | 0     | 0        | 0     | 0     | 0     | 0     | 0     | 0     | 0        | .250  | .250     | .500     | .750  |
| 2021      | 西武      | 12    | 27    | 20    | 1     | 0     | 0        | 0        | 0        | 0     | 2     | 0     | 0        | 1     | 2     | 4     | 0     | 0     | 8     | 1        | .000  | .154     | .000     | .154  |
| 2022      | 西武      | 35    | 30    | 30    | 2     | 0     | 0        | 0        | 0        | 0     | 0     | 1     | 0        | 0     | 0     | 0     | 0     | 0     | 5     | 0        | .000  | .000     | .000     | .000  |
| 2023      | 西武      | 41    | 109   | 97    | 9     | 22    | 4        | 0        | 1        | 29    | 8     | 4     | 1        | 5     | 1     | 5     | 0     | 1     | 16    | 0        | .227  | .269     | .299     | .568  |
| 2024      | 西武      | 104   | 335   | 313   | 30    | 71    | 11       | 2        | 6        | 104   | 31    | 8     | 2        | 4     | 2     | 15    | 1     | 1     | 57    | 6        | .227  | .263     | .332     | .595  |
| 通算：5年 | 通算：5年 | 195   | 505   | 464   | 42    | 94    | 16       | 2        | 7        | 135   | 43    | 13    | 3        | 10    | 5     | 24    | 1     | 2     | 86    | 7        | .203  | .242     | .291     | .533  |

- 2024年度シーズン終了時

### 年度別守備成績
| 年 度 | 球 団 | 外野  | 外野  | 外野  | 外野  | 外野  | 外野     |
| 年 度 | 球 団 | 試 合 | 刺 殺 | 補 殺 | 失 策 | 併 殺 | 守 備 率 |
| ----- | ----- | ----- | ----- | ----- | ----- | ----- | -------- |
| 2020  | 西武  | 3     | 3     | 0     | 0     | 0     | 1.000    |
| 2021  | 西武  | 6     | 12    | 0     | 0     | 0     | 1.000    |
| 2022  | 西武  | 33    | 21    | 0     | 0     | 0     | 1.000    |
| 2023  | 西武  | 40    | 67    | 0     | 0     | 0     | 1.000    |
| 2024  | 西武  | 100   | 215   | 2     | 0     | 0     | 1.000    |
| 通算  | 通算  | 182   | 318   | 2     | 0     | 0     | 1.000    |

- 2024年度シーズン終了時
- 各年度の太字はリーグ最高

### 記録
初記録
- 初出場・初打席：2020年8月16日、対東北楽天ゴールデンイーグルス11回戦（メットライフドーム）、7回裏に鈴木将平の代打で出場、釜田佳直から左飛
- 初安打・初打点：同上、8回裏に津留﨑大成から左中間2点適時二塁打
- 初先発出場：2021年3月26日、対オリックス・バファローズ1回戦（メットライフドーム）、「9番・左翼手」で先発出場
- 初盗塁：2022年8月25日、対千葉ロッテマリーンズ22回戦（ZOZOマリンスタジアム）、8回表に二盗（投手：タイロン・ゲレーロ、捕手：佐藤都志也）
- 初本塁打：2023年8月22日、対オリックス・バファローズ18回戦（ベルーナドーム）、8回裏に山田修義から右越ソロ

その他の記録
- 62打席連続無安打：2020年8月16日 - 2023年4月30日 ※野手登録選手における史上最長記録[32]

### 背番号
- 51（2018年[6] - ）

### CM出演
- 埼玉西武ライオンズ - 2025年シーズン開幕告知CM（武内夏暉、球団マスコットのレオと共に出演）（2025年3月22日 - ）[31]